# Peter Rudge
Peter Rudge (21 de octubre de 1981) es un deportista británico que compitió en remo como timonel. Ganó dos medallas en el Campeonato Mundial de Remo, en los años 2001 y 2003, ambas en la prueba de cuatro con timonel.

## Palmarés internacional
| Campeonato Mundial | Campeonato Mundial | Campeonato Mundial | Campeonato Mundial |
| Año                | Lugar              | Medalla            | Prueba             |
| ------------------ | ------------------ | ------------------ | ------------------ |
| 2001               | Lucerna (Suiza)    | Medalla de bronce  | Cuatro con timonel |
| 2003               | Milán (Italia)     | Medalla de plata   | Cuatro con timonel |